# 維薛拿足球會
維薛拿足球會（葡萄牙語：Futebol Clube de Vizela）是一支位於葡萄牙維澤拉的職業足球會，目前於葡萄牙足球超級聯賽角逐。

## 外部連結
- Official website （页面存档备份，存于） （葡萄牙文）
- Zerozero team profile Archive.today的存檔，存档日期2013-04-20